# Witosówka
Witosówka (ukr. Вітосівка) – dawny chutor na Ukrainie w rejonie tarnopolskim, należącym do obwodu tarnopolskiego. Leżał na północny wschód od wsi Mszaniec i na południe od wsi Łozówka, w pobliżu rzeki Tajna.

## Historia
Witosówka to dawna kolonia mazurska. 1 stycznia 1925 utworzono gminę Witosówka przez wyodrębnienie z gminy Mszaniec przysiółka (kolonii-osady) Witosówka (powstałego z rozparcelowanego dawnego obszaru dworskiego Mszaniec), do którego dołączono także część rozparcelowanego dawnego obszaru dworskiego Howiłów Wielki z gminy Howiłów Wielki w powiecie husiatyńskim w województwie tarnopolskim. 1 lipca 1925 powiat husiatyński przemianowano na kopyczyniecki.
15 czerwca 1934 gminę Witosówkę przeniesiono do powiatu trembowelskiego z powiatu kopyczynieckiego.
1 sierpnia 1934 r. w ramach reformy na podstawie ustawy scaleniowej Witosówka  weszła w skład nowej zbiorowej gminy Mszaniec. 
W lutym 1940 NKWD deportowała wszystkich tutejszych Polaków na Syberię, a ich gospodarstwa zostały ograbione i zniszczone.
Po wojnie weszła w struktury ZSRR.